# Michael Krumm
Pour les articles homonymes, voir Krumm.

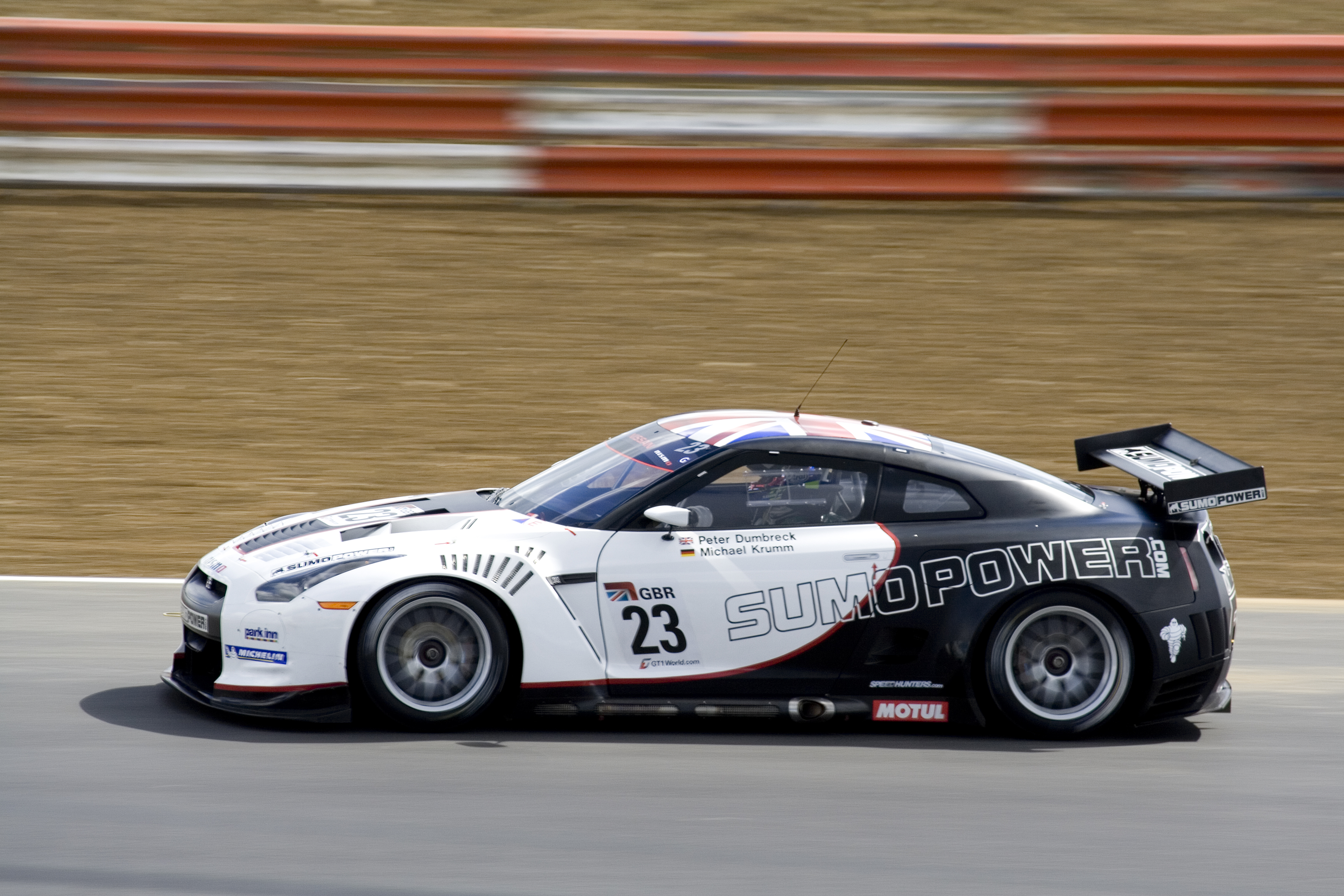
La Nissan GT-R du Sumo Power, utilisée en championnat du monde FIA GT1 2010

Michael Krumm, né le 19 mars 1970 à Reutlingen est un pilote automobile allemand.
Il est marié depuis 2002 à la championne de tennis japonaise Kimiko Date.

## Carrière
- 1988 : Formule Ford Allemande (1 victoire)
- 1989 : Formule Ford Allemande, Champion (3 victoires)
- 1990 : Opel Lotus Allemande, Champion (3 victoires)
- 1991 : Opel Lotus Euro series, 7e (1 victoire)
- 1992 : Championnat d'Allemagne de Formule 3, 6e (1 victoire)
- 1993 : Championnat d'Allemagne de Formule 3, 4e (4 victoires)
- 1994 : Championnat du Japon de Formule 3, Champion (6 victoires)
- 1995 : Super GT, 5e (1 Victoire) - JTCC, 6e (1 victoire)
- 1996 : Formula Nippon - JTCC, 3e (1 victoire)
- 1997 : Super GT, Champion - JTCC, 10e - Test en IndyCar Series
- 1998 : Super Tourenwagen Cup - 24 Heures du Mans (Nissan) 5e
- 1999 : Super GT, 6e - Formula Nippon, 5e (1 victoire) - 24 Heures du Mans (Nissan) AB
- 2000 : Super GT, 8e (1 victoire) - Formula Nippon, 2e
- 2001 : CART, 31e (2 courses) - Super GT, 5e (1 victoire) - Formula Nippon, 7e
- 2002 : Super GT, 8e - 24 Heures du Mans (Audi) 3e
- 2003 : Super GT, Champion
- 2004 : Super GT
- 2005 : Super GT, 12 Heures de Sebring, 24 Heures du Mans, 1000 kilomètres de Spa
- 2006 : Super GT, 4e
- 2007 : Super GT - Formula Nippon
- 2008 : Super GT
- 2010 : Championnat du monde FIA GT1
- 2011 : Championnat du monde FIA GT1, Champion

## Résultats aux24 Heures du Mans
| Année | Équipes                | Équipiers                           | Voiture              | Classe | Tours | Pos. | Classe Pos. |
| ----- | ---------------------- | ----------------------------------- | -------------------- | ------ | ----- | ---- | ----------- |
| 1998  | Nissan Motorsports TWR | John Nielsen Franck Lagorce         | Nissan R390 GT1      | GT1    | 342   | 5e   | 5e          |
| 1999  | Nissan Motorsports     | Satoshi Motoyama Érik Comas         | Nissan R391          | LMP    | 110   | Abd  | Abd         |
| 2002  | Audi Sport Team Joest  | Marco Werner Philipp Peter          | Audi R8              | LMP900 | 372   | 3e   | 3e          |
| 2005  | Rollcentre Racing      | Bobby Verdon-Roe (en) Harold Primat | Dallara SP1-Nissan   | LMP1   | 133   | Abd  | Abd         |
| 2012  | Highcroft Racing       | Marino Franchitti Satoshi Motoyama  | DeltaWing-Nissan     | UNC    | 75    | Abd  | Abd         |
| 2013  | Greaves Motorsport     | Jann Mardenborough Lucas Ordóñez    | Zytek Z11SN-Nissan   | LMP2   | 327   | 9e   | 3e          |
| 2015  | Nissan Motorsports     | Harry Tincknell Alex Buncombe (en)  | Nissan GT-R LM Nismo | LMP1   | 242   | NC   | NC          |